# Hildebrandtia ornatissima
Hildebrandtia ornatissima är en groddjursart som först beskrevs av Bocage 1879.  Hildebrandtia ornatissima ingår i släktet Hildebrandtia och familjen Ptychadenidae. IUCN kategoriserar arten globalt som otillräckligt studerad. Inga underarter finns listade i Catalogue of Life.